# John Prescott Knight
John Prescott Knight, född 9 mars 1803 i Stafford, Staffordshire, död 26 mars 1881 i London, var en engelsk målare.
Knight var köpman i London, men övergick till måleriet och blev 1823 lärjunge i Londons konstakademi, där han 1827 utställde sina första porträtt. Han blev snart en av de mest omtyckta konstnärerna i sitt fack. Knight var 1839-60 lärare vid akademien och 1847-73 dess sekreterare.